# Fena (karosseridetalj)

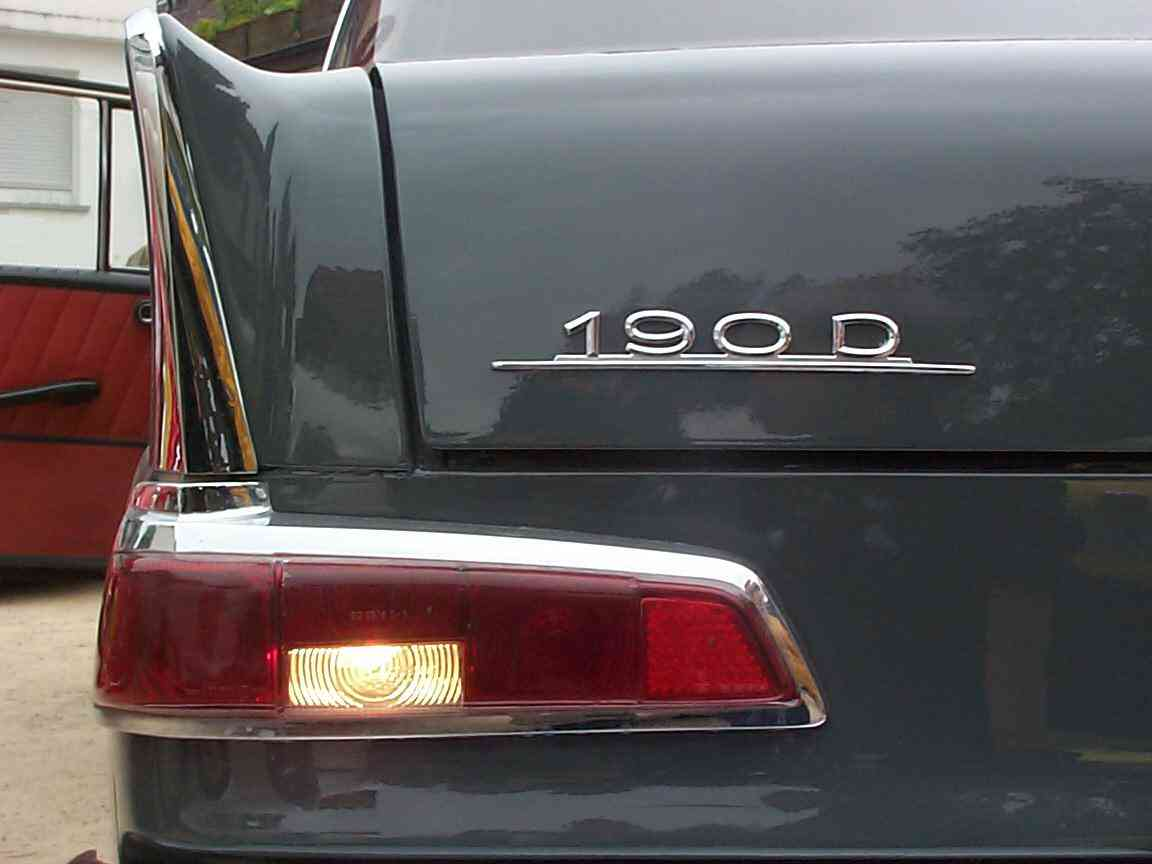
Fena på en Mercedes-Benz 190 D

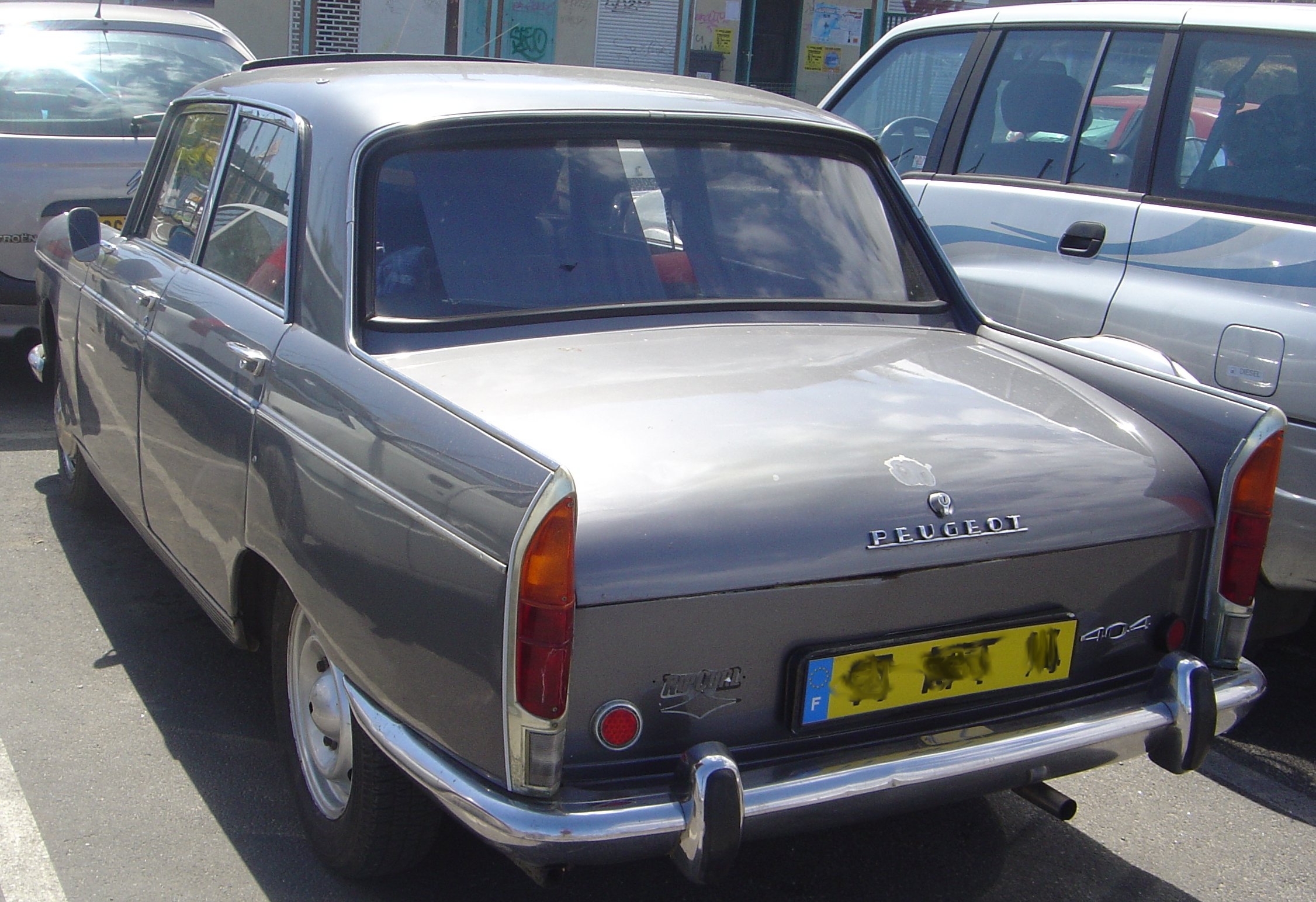
En Peugeot 404 med sina karaktäristiska fenor

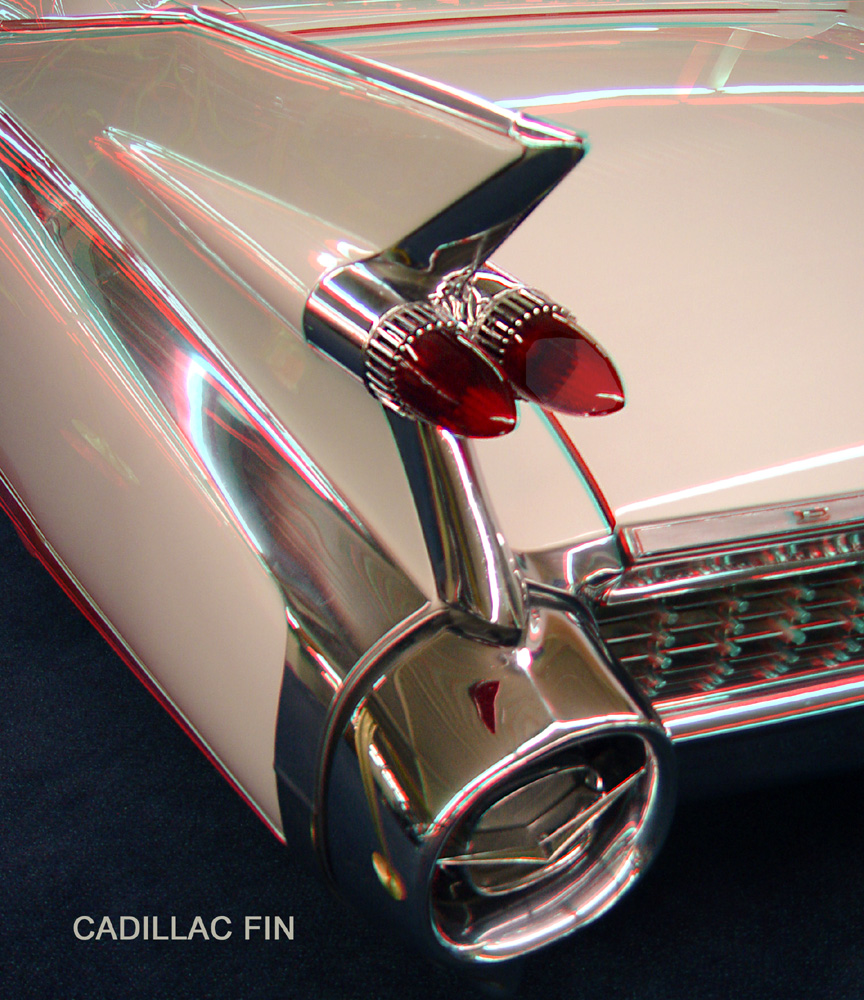
Fena på en 1959 års Cadillac Eldorado Biarritz

Fena kallas en utlöpare av en bils karosseri baktill längs sidan. Normalt finns två, en på var sida av bilen. Där bakluckan böjer av nedåt, är plåten på sidan av bilen i stället utdragen till en spets bakåt. Denna utformning av bilar var särskilt vanlig under 1950-talet och gjordes framförallt för att bilen skulle se längre och mer strömlinjeformad ut. Några praktiska aerodynamiska effekter hade fenorna inte egentligen, även om biltillverkarna gärna lät konsumenterna tro det. Fenorna kom ur modet bland annat för att man kom fram till att de kunde medföra negativa konsekvenser för bakomvarande trafikanter vid en eventuell trafikolycka.
Fenorna var vanligast och störst på amerikanska bilar, men även europeiska bilmärken som Ferrari, Mercedes-Benz och Peugeot presenterade vissa modeller med fenor.